# The Hateful Eight
The Hateful Eight, in Deutschland und Österreich The Hateful 8; alternative Schreibweise The H8ful Eight, (übersetzt: Die abscheulichen Acht) ist ein US-amerikanischer Western aus dem Jahr 2015. Es ist der achte Spielfilm des Regisseurs Quentin Tarantino, der auch das Drehbuch schrieb. Die Darsteller der titelgebenden Acht sind Samuel L. Jackson, Kurt Russell, Jennifer Jason Leigh, Walton Goggins, Demián Bichir, Tim Roth, Michael Madsen und Bruce Dern.
Der Film existiert in zwei verschiedenen Filmfassungen und als Fassung in Miniserienform.

## Handlung
Der Film spielt einige Jahre nach dem Sezessionskrieg in Wyoming und erzählt in Form eines Kammerspiels von mehreren Personen, deren Wege sich während eines Schneesturms in einer Herberge an einem Gebirgspass kreuzen. Er ist, wie bei Tarantino üblich, in Kapitel aufgeteilt; das vorletzte davon ist eine Rückblende.

### Kapitel 1:Die letzte Kutsche nach Red Rock
Während eines aufziehenden Schneesturms transportiert der schwarze Kopfgeldjäger Marquis Warren die Leichen von drei zur Fahndung Ausgeschriebenen in die Stadt Red Rock. Da sein Pferd verendet ist, hält er eine vorbeikommende Kutsche an, die von einem Mann namens O. B. gelenkt wird. Seine Passagiere sind „Der Henker“ John Ruth, ebenfalls Kopfgeldjäger, und dessen Gefangene Daisy Domergue. Widerwillig lässt Ruth Warren mitfahren. Warren zeigt Ruth einen Brief, den ihm Präsident Abraham Lincoln persönlich geschrieben haben soll. Als Domergue auf den Brief spuckt, gibt ihr Warren einen so heftigen Schlag, dass sie aus der Kutsche fällt. Da sie an Ruth gekettet ist, reißt sie ihn mit ins Freie.

### Kapitel 2:Der Schweinehund in der Pfanne
Während sich bei der unfreiwilligen Rast der Schneesturm nähert, kommt Chris Mannix auf sie zu, der ebenfalls sein Pferd verloren hat und Ruth überredet, ihn mitzunehmen. Mannix behauptet, er werde in Red Rock die Stelle des Sheriffs antreten. Ruth traut ihm nicht, daher schließen er und Warren eine Allianz, um gegenseitig ihre Kopfgelder zu beschützen. Mannix provoziert Warren durch die kontroverse Darstellung der Schlacht von Baton Rouge, in der Warren auf Seiten der Union und Mannix’ Vater auf Seiten der Konföderierten gekämpft hat. Außerdem thematisiert er Warrens unehrenhafte Entlassung aus der Armee. Warren brach damals aus einem Gefängnis der Südstaaten aus, indem er ein Feuer legte und es somit niederbrannte. Dabei kamen neben konföderierten Truppen auch Mitgefangene der Unionsarmee um, weswegen er später zur Rechenschaft gezogen wurde. Er konnte der Todesstrafe nur aufgrund seiner vorherigen militärischen Erfolge im Kampf gegen die Indianer entgehen. Warren bringt Mannix schließlich mit vorgehaltener Waffe zum Schweigen.

### Kapitel 3:Minnies Miederwarenladen
Mit dem Einsetzen des Schneesturms erreicht ihr Gespann die Kutschenstation mit Minnies Hütte. Dort werden sie vom Mexikaner Bob empfangen, der vorgibt, in Abwesenheit der Eigentümerin Minnie Mink und ihres Lieblings Sweet Dave die Herberge zu bewirtschaften. Weitere Anwesende sind Oswaldo Mobray, der sich als Henker der Stadt Red Rock vorstellt, der Cowboy Joe Gage und der ehemalige Konföderierten-General Sanford „Sandy“ Smithers. Ruth entwaffnet mit Warrens Hilfe Gage und Mobray, da er befürchtet, diese stünden mit Domergue im Bunde und wollten sie befreien. Warren fällt eine einzelne Geleebohne zwischen den Bodendielen auf und er bemerkt, dass eines der großen Gläser mit Süßigkeiten im Ladenregal fehlt.
Bereits zu Beginn ihres Aufenthalts kommt es zu Spannungen zwischen Warren und dem rassistischen Smithers, die in der Schlacht von Baton Rouge auf verschiedenen Seiten gekämpft haben. Chris Mannix stellt sich als ehemaliger CSA-Hauptmann auf die Seite seines alten bewunderten Vorgesetzten. Oswaldo Mobray kann die Situation entschärfen und schlägt vor, Minnies Laden in eine Südstaaten-Hälfte „Georgia“ und eine Nordstaaten-Hälfte „Philadelphia“ aufzuteilen, um zukünftig Konflikte zu vermeiden.
Während des gemeinsamen Essens beschuldigt Mannix Warren, den Lincoln-Brief gefälscht zu haben. Warren gibt die Fälschung zu und erzählt, dadurch habe er etwas mehr Spielraum bei weißen Rassisten. Ruth empört sich über den Betrug.
Warren verlässt den Tisch und setzt sich in den Sessel am Kamin gegenüber von Smithers. Er demütigt den General, indem er behauptet, seinen Sohn Chester Charles Smithers umgebracht zu haben. Er überlässt Smithers einen seiner Revolver und provoziert ihn weiter, indem er erzählt, wie er den Sohn gefoltert und sexuell missbraucht habe. Mannix warnt Smithers, dass Warren ihn nur provozieren wolle, damit er Warren angreift und dieser ihn in Notwehr töten kann. Damit will er Rache für ein Kriegsverbrechen von Smithers nehmen, der in der Schlacht von Baton Rouge ein gefangenes Bataillon afroamerikanischer Soldaten aus Hass exekutieren ließ. Dieser Plan gelingt: Als Smithers nach dem Revolver greift, erschießt ihn Warren.

### Kapitel 4:Domergue hat ein Geheimnis
Während die Gruppe durch die Konfrontation abgelenkt ist, beobachtet Domergue, wie jemand Gift in den Kaffee gibt. O. B. und Ruth trinken davon, erbrechen Blut und kollabieren. Mannix steht im Begriff, ebenfalls davon zu trinken, als Ruth ihn noch warnen kann. Benebelt schlägt Ruth auf Domergue ein. Sie greift nach seinem Revolver und erschießt ihn. Warren entwaffnet sie und sie bleibt an Ruths Leiche gekettet.
Warren befiehlt Mobray, Gage und Bob, sich an der Wand aufzustellen, da er herausfinden will, wer den Kaffee vergiftet hat. Er vertraut Mannix, da der beinahe ebenfalls davon getrunken hätte. Auch Bob kann es nicht gewesen sein, da dieser in der fraglichen Zeit zwischen dem Essen und dem Tod von Ruth und O. B. „Stille Nacht“ auf dem Klavier gespielt hat, das weit von der Kaffeekanne entfernt steht. Allerdings leitet Warren her, dass Bob die Lodge-Besitzerin Minnie und Sweet Dave umgebracht haben muss, und erschießt ihn. Als Warren damit droht, auch Domergue mit dem Kaffee umzubringen, gibt Joe Gage, den Mannix schon vorher im Verdacht hatte, zu, den Kaffee vergiftet zu haben. Er tut dies in dem Moment, als Warren sich über der Falltür zum Kellergeschoss befindet, sodass dieser genau darauf stehen bleibt.
Jody, Daisys Bruder und Kopf der Bande, der sich die ganze Zeit über im Keller versteckt gehalten hat, schießt Warren durch die Bodendielen in die Hoden. Mobray zieht eine verborgene Waffe und schießt auf Mannix, der schwer getroffen noch zurückschießen kann und Mobray ebenfalls schwer verletzt.

### Kapitel 5:Die vier Passagiere
Das Kapitel erzählt in einer Rückblende den Verlauf des Vormittags. Bob, Gage, Jody und Mobray kommen mit einer Kutsche zu „Minnies Miederwarenladen“ und ermorden alle außer Smithers. Sie haben vor, einen Hinterhalt vorzubereiten, um Jodys Schwester Daisy zu befreien. Bei den Tötungen zerbirst eines der Gläser mit Geleebohnen, die sich über den ganzen Boden verteilen. Da eine weitere Person die Situation authentischer macht, lassen sie Smithers am Leben, wenn er verspricht, den Plan nicht zu verraten. Sie werfen die Leichen in den Brunnen, beseitigen beinahe alle Spuren ihrer Tat und verstecken Waffen griffbereit. Als Ruths Kutsche eintrifft, verbirgt sich Jody im Keller.

### Letztes Kapitel:Schwarzer Mann, weiße Hölle
Mannix und Warren, beide schwer verletzt, halten Domergue, Gage und den sterbenden Mobray mit vorgehaltener Waffe in Schach. Mannix droht, Domergue zu erschießen, sollte Jody den Keller nicht verlassen. Als Jody hinaufsteigt und sich ergibt, schießt Warren ihm in den Kopf. Domergue droht damit, dass weitere 15 Männer von Jodys Bande darauf warten, die Stadt Red Rock zu plündern und sie aus den Händen von Warren zu befreien, falls Mannix Warren nicht erschießen sollte. Sie versucht, ihn mit den Kopfgeldern zu locken, die auf ihre Bandenmitglieder ausgesetzt sind. Der tote Bob ist „Marco, der Mexikaner“, Oswaldo Mobray ist „English Pete Hicox“ und Joe Gage „Grouch Douglas“, allesamt gesuchte Mitglieder von Jody Domergues Bande. Mannix traut ihr jedoch nicht. Als der schwer verletzte Mobray versucht, Partei für sie zu ergreifen, wird er von Warren erschossen. Daraufhin zieht Gage einen der an verschiedenen Stellen versteckten Revolver unter seinem Tisch hervor, wird aber von Mannix und Warren ebenfalls erschossen. Warren versucht, auch Domergue zu erschießen, hat jedoch keine Munition mehr. Mannix sieht in Domergues Drohungen einen Bluff, wird aber wegen des Blutverlusts ohnmächtig. Durch die beiden schwer Verletzten nun nicht mehr bedroht, befreit sie sich, indem sie Ruths Arm samt der Handschelle mit einer Machete abhackt. Als sie Gages am Boden liegende Waffe erreicht, kommt Mannix wieder zu Bewusstsein und schießt Domergue an. Warren überredet Mannix, Domergue zu Ehren von Ruth am Dachbalken zu erhängen. Dabei erinnern sie sich an Ruths Berufsmotto: „Hängen muss man nur miese Bastarde. Aber miese Bastarde muss man hängen.“ Als sie tot ist und Warren und Mannix im Sterben liegen, liest Mannix den gefälschten Lincoln-Brief vor und lobt Warren für dessen „schönen Einfall“. Warren bedankt sich und der Film endet.

## Produktion

### Vorproduktion

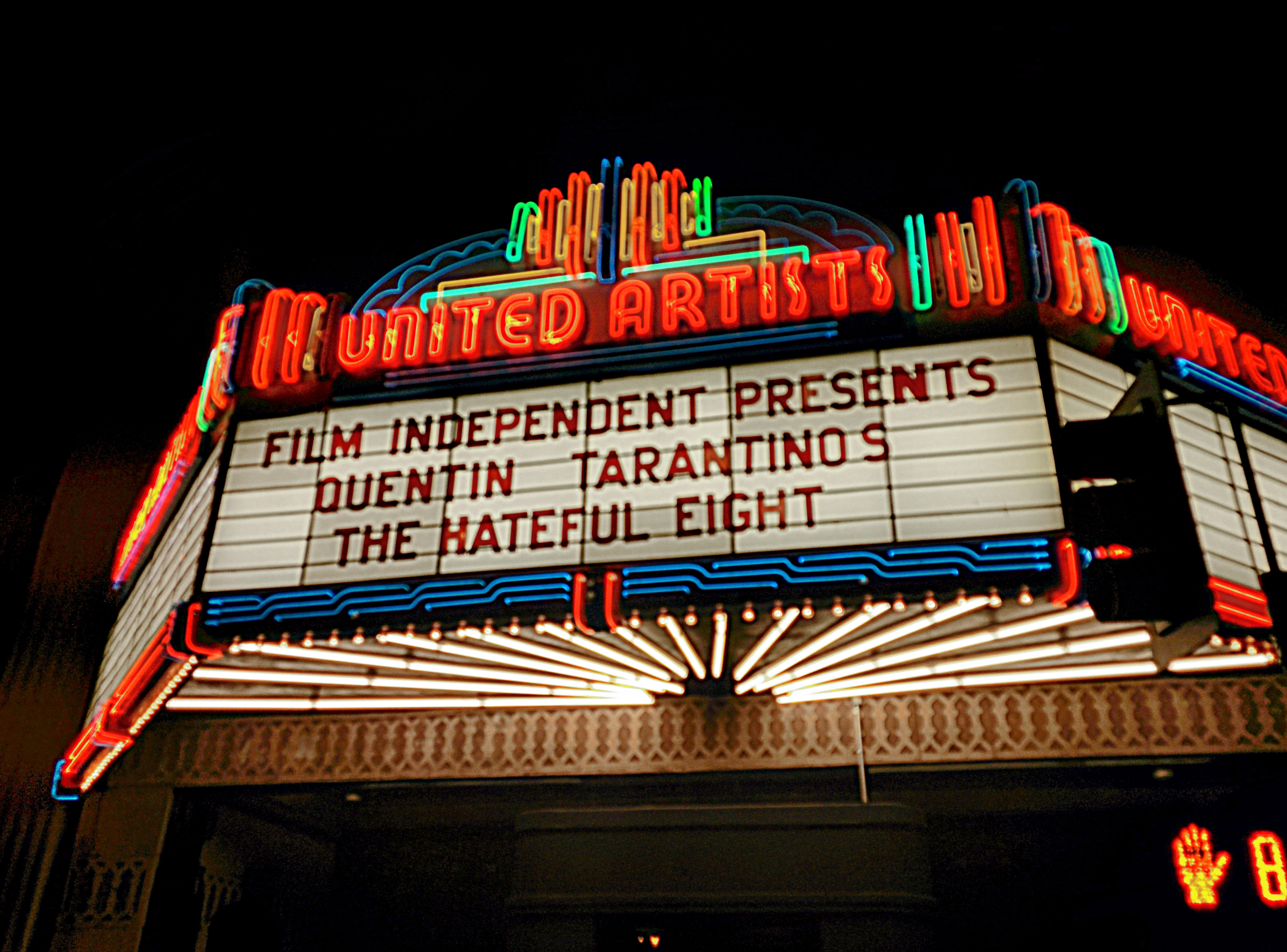
The Hateful Eight: Live-Lesung des Drehbuchs im United Artists Theatre in Los Angeles am 19. April 2014

Die Produktionsvorbereitungen begannen im Mai 2014. Im Januar 2014 war das Drehbuch illegal im Internet verbreitet worden, weshalb Tarantino in Betracht zog, das Filmprojekt abzubrechen. Am 19. April 2014 organisierte das Los Angeles County Museum of Art eine öffentliche Lesung des noch unvollständigen Drehbuchs im United Artists Theatre in Los Angeles, bei der Tarantino gemeinsam mit Mitgliedern der Besetzung, darunter Jackson, Russell, Roth, Madsen, Goggins und Dern, vorlas.

### Dreharbeiten und Nachproduktion
Die Dreharbeiten dauerten vom 23. Januar bis zum 12. März 2015. Gedreht wurde in Telluride, Colorado.
Fred Raskin war nach seiner ersten Zusammenarbeit mit Tarantino für Django Unchained erneut für den Schnitt verantwortlich.

### Kameraarbeit
Tarantino arbeitete wie schon bei Kill Bill – Volume 1, Kill Bill – Volume 2, Inglourious Basterds und Django Unchained mit dem Kameramann Robert Richardson zusammen. Gedreht wurde auf 65-mm-Film im Format Ultra Panavision 70. Bei Panavision wurden für den Film anamorphe Objektive aus dem Archiv geholt, die seit 1966 nicht mehr zum Einsatz gekommen waren. Diese Objektive ergeben Bilder mit einem Seitenverhältnis von 2,76:1, ein ultraweites Bildformat, das in den 1950ern und 1960ern bei nur zehn Filmen, darunter Ben Hur (1959), Meuterei auf der Bounty (1962), Eine total, total verrückte Welt (1963) und Die letzte Schlacht (1965), eingesetzt wurde. Als letzter Film wurde 1966 Khartoum in diesem Format gedreht. Auch in der Postproduktion wurde jeglicher digitaler Zwischenschritt vermieden.

### Musik
Tarantino ließ für diesen Film erstmals fast die gesamte Filmmusik komponieren. Er konnte dafür Ennio Morricone gewinnen, der zum ersten Mal seit Eine Faust geht nach Westen (1981) wieder Filmmusik für einen Western komponierte und diese in Prag einspielte. Zudem wurden Kompositionen für die Filme Exorzist II – Der Ketzer sowie Das Ding aus einer anderen Welt verwendet, die ebenfalls von Ennio Morricone komponiert, aber damals nicht verwendet wurden.
Als Trailermusik wurde außerdem der Song Hold On, I’m Coming von Welshly Arms verwendet.

### Synchronisation
Die Synchronisation übernahm die Scalamedia GmbH in Berlin/München. Die Dialogregie stammte von Christoph Cierpka. Er schrieb auch zusammen mit Michael Schlimgen das Dialogbuch.
| Rolle                  | Darsteller           | Synchronsprecher         |
| ---------------------- | -------------------- | ------------------------ |
| Major Marquis Warren   | Samuel L. Jackson    | Engelbert von Nordhausen |
| John „Der Henker“ Ruth | Kurt Russell         | Manfred Lehmann          |
| Daisy Domergue         | Jennifer Jason Leigh | Vera Teltz               |
| Sheriff Chris Mannix   | Walton Goggins       | Matthias Deutelmoser     |
| Bob „Der Mexikaner“    | Demián Bichir        | Carlos Lobo              |
| Oswaldo Mobray         | Tim Roth             | Stefan Kurt              |
| Joe Gage               | Michael Madsen       | Ekkehardt Belle          |
| General Sandy Smithers | Bruce Dern           | Reinhard Glemnitz        |
| O. B. Jackson          | James Parks          | Martin Kautz             |
| Judy                   | Zoë Bell             | Isabelle Höpfner         |
| Jordan „Jody“ Domergue | Channing Tatum       | Daniel Fehlow            |
| Erzähler               | Quentin Tarantino    | Tim Knauer               |

### Veröffentlichung
Nachdem im Mai 2015 auf den Internationalen Filmfestspielen von Cannes ein Teaser gezeigt worden war, erschien am 12. August 2015 der erste offizielle Filmtrailer.
Die Premiere fand am 7. Dezember 2015 im Arclight Hollywood Cinerama Dome in Los Angeles statt. Deutschlandpremiere war am 26. Januar 2016 im Zoo Palast in Berlin, der deutsche Kinostart am 28. Januar 2016.
In einigen Kinos wird der Film in einer sogenannten „Roadshow“-Fassung von 70-mm-Filmmaterial projiziert. Diese Fassung ist mit 187 Minuten rund 20 Minuten länger als die digitale „Multiplex“-Fassung, wobei sich der Unterschied hauptsächlich aus einer Ouvertüre (3:48 Minuten) und einer zur Spieldauer gerechneten Pause von ungefähr 12 Minuten ergibt. Aber auch der eigentliche Film ist in der „Roadshow“-Fassung um einige Minuten länger. Diese „Roadshow“-Fassung lief im deutschsprachigen Raum nur in fünf Kinos in Deutschland und Österreich. Allein für diese Vorführungen wurden 80.000 Kinokarten verkauft. Die Länge der deutschen Digitalfassung beträgt nach FSK 168 Minuten.
Die Kinoversion enthält jedoch nicht alle Szenen aus dem finalen Drehbuchentwurf. Einige Abschnitte blieben unverfilmt. Dazu gehören kleinere Passagen wie eine Rückblende zu Warrens unehrenhafter Entlassung aus der Armee oder eine Szene mit John Ruth, der beim Einsammeln der Waffen in Minnies Kurzwarenladen eine an der Wand befestigte Schrotflinte zerstört. Weiterhin fällt General Smithers im Drehbuch, nachdem Warren ihn erschossen hat, in den offenen Kamin und verbrennt. Die längste Sequenz, die nur im Drehbuch enthalten ist, befindet sich am Ende des fünften Kapitels „Die vier Passagiere“. Hier wird die erste Szene in Minnies Kurzwarenladen, die der Zuschauer bereits aus dem dritten Kapitel kennt, aus der Sicht der Domergue-Bande gezeigt. Es wird offensichtlich, dass Grouch Douglas John Ruth bereits zu Beginn seines Aufenthalts aus dem Hinterhalt erschießen will, als dieser nach Kaffeebohnen sucht. Für den Zuschauer offenbart sich dabei Daisys unvermittelte Reaktion, sich vor Ruth und damit in die Schussbahn zu stellen und mit Ruth zu sprechen: Sie will ihre Komplizen vor dem Sheriff Mannix und Warren im Stall warnen.
Am 25. April 2019 erschien der Film in einer weiteren Fassung umgeschnitten als vierteilige Miniserie auf dem US-amerikanischen Netflix mit dem Titel The Hateful Eight: Extended Version.

## Trivia
- Alle 17 auftretenden Figuren sind am Ende der Handlung entweder tot oder so schwer verwundet, dass sie davon ausgehen, dies nicht zu überleben.
- Wie in vielen Filmen von Quentin Tarantino kommt auch in diesem die fiktive Zigarettenmarke Red Apple vor, in diesem Film allerdings zum ersten Mal als Tabak für selbstgedrehte Zigaretten. Bob raucht Zigaretten der Marke Manzana Roja, was die spanische Übersetzung von Red Apple ist.
- Die Gitarre, die Kurt Russell in einer Szene zerschlägt, war ein 145 Jahre altes Leihstück aus dem Werksmuseum des Gitarrenbauers Martin. Man hatte nicht daran gedacht, das wertvolle Original rechtzeitig gegen eine Attrappe auszutauschen. Das Museum wird deshalb zukünftig keine Gitarren mehr an Filmproduktionen ausleihen.[28][29]
- Auch in diesem Film tritt Quentin Tarantino selbst auf, allerdings ist er nur in der englischen Version zu hören, da er für Kapitel 4 die Rolle des Erzählers übernahm.
- Im Laufe des Films sind einige Parallelen zu früheren Filmen Tarantinos zu erkennen. So erinnert die grundsätzliche Situation einer Gruppe, die sich an einem abgeschiedenen Ort trifft und mindestens einen getarnten Widersacher unter sich hat, an Reservoir Dogs. Die Hinrichtung Domergues durch Warren und Mannix ähnelt dem Ende von Inglourious Basterds, als der SS-Mann Hans Landa von den amerikanischen Soldaten Raine und Utivich ein Hakenkreuz in die Stirn geritzt bekommt; die von Morricone komponierte Musik erinnert ebenfalls daran. Zudem werden erneut Kopfgeldjäger und die Rache eines Afroamerikaners gegen hochgestellte Südstaatler dargestellt, wie bereits im vorangegangenen Film Django Unchained.
- Tarantino, der auch dafür bekannt ist, auf aus seiner Sicht stilbildende Filme anzuspielen, tat dies hier im großen Ausmaß auf Sergio Corbuccis Italo-Western Leichen pflastern seinen Weg. So kopierte er etwa die Kutschfahrt des Protagonisten, welcher sich ein Kopfgeldjäger mit seiner „Beute“ und ein im Schneesturm gestrandeter Sheriff anschließen. In beiden Filmen provozieren Protagonisten ihre Gegner mit dem Ziel, diese nach ihren Waffen greifen zu lassen und sie dann in Notwehr erschießen zu können; ebenso spielen beide Filme Western-untypisch im verschneiten Gebirge statt in einer heißen, kargen Prärielandschaft. Wiederkehrende Dialoge sind etwa die Aufforderung in Richtung des Kopfgeldjägers, durch das Vorzeigen von Steckbriefen nachzuweisen, ausschließlich gesuchte Verbrecher erschossen zu haben, oder die Diskussion darüber, dass beim Vermerk „Tot oder lebendig“ auf einem Steckbrief die meisten Kopfgeldjäger aus Sicherheit und Bequemlichkeit die Option „tot“ wählen. Zudem komponierte für beide Filme Ennio Morricone die Musik.
- Der von Roth gespielte Oswaldo Mobray erinnert mit seiner Kleidung, seiner Gesichtsbehaarung und seiner eloquenten, etwas hochgestochenen Art zu reden stark an den von Christoph Waltz dargestellten Dr. King Schultz aus Django Unchained. Zudem sind beide Figuren Einwanderer aus Europa (Engländer bzw. Deutscher). Tarantino dementierte allerdings das Gerücht, Christoph Waltz wäre ursprünglich für die Rolle von Oswaldo Mobray vorgesehen gewesen.[30]
- Jody Domergues Drohung „Sag adios zu deinen Eiern“ ist eine Reminiszenz an Inglourious Basterds: Feldwebel Hugo Stiglitz (Til Schweiger) sagt diesen Satz sinngemäß zu SS-Sturmbannführer Dieter Hellstrom (August Diehl), bevor er ihm ebenfalls in die Hoden schießt.
- Die von Six-Horse Judy (Zoë Bell) getragene Kleidung erinnert an das Kostüm Lex Barkers, das er als Old Shatterhand in den Karl-May-Verfilmungen trug. Tarantino bekennt sich dazu, ein großer Fan dieser Filme zu sein.
- Bis auf wenige Ausnahmen (etwa Jennifer Jason Leigh, Demián Bichir oder Channing Tatum) traten nahezu alle mitwirkenden Schauspieler bereits vorher in wenigstens einem von Tarantinos Filmen auf. Besonders erwähnenswert sind Roth und Madsen, die schon in Tarantinos Erstlingswerk Reservoir Dogs mitspielten und noch weitere Male dabei waren, sowie Jackson, der in den meisten Werken des Regisseurs spielte.
- Die nichtchronologische Erzählweise, bei der die Darstellung vorangegangener Ereignisse erst im Verlauf des Films gezeigt wird, ist ein sich wiederholendes Merkmal der Filme Tarantinos.
- Der Schauplatz des Films heißt in der Originalversion „Minnie’s Haberdashery“, was in der deutschen Version zu „Minnies Miederwarenladen“ übersetzt wurde. Eigentlich bezeichnet das Wort Haberdashery im britischen Englisch einen Kurzwarenladen und im amerikanischen Englisch einen Herrenausstatter.
- In der ersten Version des Drehbuchs ist Bob kein Mexikaner, sondern Franzose. Bei der öffentlichen Lesung des Drehbuchs wurde seine Rolle von Denis Ménochet gesprochen. Der mexikanische Schauspieler Demián Bichir wurde Tarantino von Robert Rodriguez empfohlen, nachdem Bichir eine Hauptrolle in dessen Film Machete Kills gespielt hatte. So wurde Bobs Rolle zum Mexikaner umgeschrieben.[31]
- Das Lied, das Daisy Domergue auf der akustischen Gitarre spielt, die John Ruth daraufhin zerstört, ist eine traditionelle australische Folk-Ballade namens „Jim Jones at Botany Bay“ mit teilweise verändertem Text. Die Entstehung dieses Stücks wird auf das frühe 19. Jahrhundert datiert, offiziell veröffentlicht wurde es erstmals 1907 von Charles McAlister.[32]
- Für die Rolle der „Daisy Domergue“ hatte Tarantino ursprünglich Jennifer Lawrence vorgesehen, die aber wegen Terminproblemen absagte.[33]

## Einspielergebnis
Der Film spielte bei einem Budget von 44 Mio. Dollar weltweit ca. 155 Mio. Dollar ein und ist damit bei den Einspielergebnissen aller Tarantino-Filme auf Rang 6 geführt. In den Vereinigten Staaten landete der Film mit Einnahmen von ca. 54 Mio. Dollar im Kinojahr 2015 auf Platz 54, in Deutschland kam der Western mit ca. 1,2 Mio. Kinobesuchern im Kinojahr 2016 auf Platz 26.

## Kritiken
Die Rezensionssammlung Rotten Tomatoes listet 316 Kritiken, von denen 74 Prozent positiv ausfallen. Die Durchschnittsbewertung liegt bei 7,33 von 10 Punkten.
Dabei reichen die Beschreibungen der Filmkritiker vom Schnee-Western im Agatha-Christie-Stil über einen geschwätzigen Genrefilm mit der gewohnten Verwendung von Filmzitaten durch den Regisseur, teilweise auch mit dem Vorwurf des Rassismus und von Frauenfeindlichkeit, bis zum spannend und interessant inszenierten Kammerspiel mit politischer Aussage.
Auf den Internetplattformen der Kinobranche wurde vor allem die schauspielerische Leistung gewürdigt. So sieht Cinema Samuel L. Jackson in seiner besten Rolle. Für Björn Becher bei Filmstarts ist es ein wortgewandter, bildgewaltiger, aber auch der wohl bisher sperrigste sowie exzessivste Film von Tarantino.

„Ein kompletter Totalausfall ist der Schneewestern auch dank seiner Schauspieler nicht geworden, ein neuerliches Meisterwerk ist dem König des gepflegten Zitierens großer Filme diesmal allerdings nicht gelungen. Es scheint fast so, als wäre der Regisseur schlichtweg zu optimistisch an die Idee herangegangen, einen kleinen Film schon irgendwie zu einem Großereignis dehnen zu können.“

Andreas Busche sieht in seiner Kritik bei epd in dem Film eine verpasste Gelegenheit, weil dieser weder das Westerngenre neu erfindet noch ein politisches Statement zu den amerikanischen Verhältnissen vermittelt. Auch findet er diesmal die Tarantino-Dialoge langwierig und ohne die berühmten populärphilosophischen Ideen. Im Filmdienst ist Sven von Reden dagegen von der Kommunikation beeindruckt, weist aber auf rassistische und misogyne Tendenzen hin:

„Letzteres gilt besonders für das Wort ,Nigger‘, das ohne Zweifel kurz nach der Befreiung der Sklaven in den USA zum allgemeinen Wortschatz gehörte, hier aber so oft wiederholt wird, dass man meinen könnte, Drehbuchschreiber Tarantino leide an einer Art Tourette-Syndrom. Ähnliches gilt für die Gewalt, die Daisy Domergue im Film ertragen muss. Während des ersten Dialogs wird ihr gleich die Nase gebrochen – und das ist nur der harmlose Anfang ihres Martyriums.“

In ihrer Kritik für die FAZ fühlt sich Verena Lueken an eine geschwätzige Version des Italowestern Leichen pflastern seinen Weg erinnert. Der Regisseur Tarantino selbst hat dagegen Fernsehserien wie Bonanza als Vorbild angegeben. Lueken sieht in dem Film eine selbstdarstellerische Sammlung von Filmzitaten ohne Originalität.
Dagegen zeigt sich Susan Vahabzadeh in ihrer Kritik bei der Süddeutschen Zeitung von dem Bürgerkriegswestern sehr gut unterhalten und bescheinigt dem Regisseur auch Kreativität:

„Denn da ist ja diese Energie, die Lust, mit der Tarantino alles, was er an alten Western so geliebt hat, aufnimmt und dann in Ehrfurcht kopiert, ergänzt oder gar umdreht – als wollte er einen altmodischen Western machen, der doch alles mitdenkt, was man früher weggelassen hätte: einen ehemaligen Sklaven, der für Gerechtigkeit sorgt, eine Frau, die der Westen so brachial gemacht hat wie die Jungs[,] und ein Land, dessen Bürgerkriegswunden lange nicht verheilt sind.“

Auch für Andreas Borcholte im Spiegel ist es ein grandioser Film, mit welchem Tarantino sich weiter zum politischen Filmemacher entwickelt:

„Er führt den mit der Rachefantasie ,Django Unchained‘ begonnenen Prozess fort, sich vom Genre-Verwurster und Kino-Grobian zum politischen Filmemacher zu wandeln. ,The Hateful 8‘ blickt tiefer in die amerikanische Seele, muss aber auch die noch nicht abgeschlossene Entwicklung seines Regisseurs aushalten.“

A. O. Scott in der New York Times bescheinigt dem Regisseur die Fortsetzung seines eigenen Stils mit neuen Facetten des historischen Films, aber auch Schwächen in der soziokulturellen Einstellung:

“In its blending of verbiage and violence, its deft manipulation of tension, its blurring of the line between slapstick and shock, and its intricate weave of allusions to obscure and canonical films of the past, “Hateful Eight” is — what’s the term I’m looking for? — a Quentin Tarantino movie.[…] Though “Hateful Eight” takes place in a hermetic and familiar cinematic universe, it also, like “Inglourious Basterds” and “Django Unchained” before it, has more than just the history of cinema on its mind. It shares with those movies an impulse to imagine how the fantasy world of film genres might intersect with the cruelty of real-world history and offer a kind of belated symbolic redress.[…] At a certain point, the n-word gives way to the b-word as the dominant hateful epithet, and “The Hateful Eight” mutates from an exploration of racial animus into an orgy of elaborately justified misogyny.”

„In seiner Mischung aus Wortwitz und Gewalt, seiner geschickten Manipulation von Spannung, seiner Verwischung der Grenze zwischen Slapstick und Schock und seinem komplizierten Geflecht von Anspielungen auf obskure und kanonische Filme der Vergangenheit ist ,Hateful Eight‘ - wie lautet der Begriff, den ich suche? - ein Quentin Tarantino-Film. […] Obwohl ,Hateful Eight‘ in einem hermetischen und vertrauten filmischen Universum spielt, hat er, wie ,Inglourious Basterds‘ und ,Django Unchained‘ vor ihm, mehr als nur die Geschichte des Kinos im Kopf. Er teilt mit diesen Filmen den Impuls, sich vorzustellen, wie sich die Fantasiewelt der Filmgenres mit der Grausamkeit der realen Geschichte überschneiden und eine Art verspätete symbolische Wiedergutmachung bieten könnte. […] An einem bestimmten Punkt weicht das N-Wort dem B-Wort als dominierendes hasserfülltes Epitheton, und "The Hateful Eight" mutiert von einer Erkundung rassistischer Animosität zu einer Orgie kunstvoll gerechtfertigter Misogynie.“

## Boykottaufruf
Im Oktober 2015 nahm Tarantino an einer von Black Lives Matter organisierten Demonstration teil. Diese Organisation protestiert mit teilweise kontroversen Aktionen gegen die überproportionale Polizeigewalt gegen Afroamerikaner in den Vereinigten Staaten. Bei dieser Veranstaltung sagte Tarantino:

“When I see murders, I do not stand by … I have to call a murder a murder, and I have to call the murderers the murderers.”

„Wenn ich Morde sehe, kann ich nicht nur danebenstehen … Ich muss diese Morde Morde nennen und die Mörder Mörder nennen.“

Daraufhin äußerten sich mehrere Polizeigewerkschaften und -verbände und drohten an, den Film The Hateful Eight und andere Tarantinofilme zu boykottieren. Die Verbände riefen ihre Mitglieder auf, Events um den Film herum nicht mehr zu schützen. In einem Interview mit der Los Angeles Times sagte Tarantino, dass er weder Polizisten hasse noch sich einschüchtern lasse.

## Auszeichnungen
Oscarverleihung 2016
- Auszeichnung in der Kategorie Beste Filmmusik für Ennio Morricone
- Nominierung in der Kategorie Beste Nebendarstellerin für Jennifer Jason Leigh
- Nominierung in der Kategorie Beste Kamera für Robert Richardson

Golden Globe Awards 2016
- Auszeichnung in der Kategorie Beste Filmmusik für Ennio Morricone
- Nominierung in der Kategorie Beste Nebendarstellerin für Jennifer Jason Leigh
- Nominierung in der Kategorie Bestes Filmdrehbuch für Quentin Tarantino

British Academy Film Awards 2016
- Auszeichnung in der Kategorie Beste Filmmusik für Ennio Morricone
- Nominierung in der Kategorie Beste Nebendarstellerin für Jennifer Jason Leigh
- Nominierung in der Kategorie Bestes Originaldrehbuch für Quentin Tarantino

Saturn Awards 2016
- Nominierung in der Kategorie Bester Thriller
- Nominierung in der Kategorie Bester Hauptdarsteller für Samuel L. Jackson
- Nominierung in der Kategorie Bester Nebendarsteller für Walton Goggins
- Nominierung in der Kategorie Beste Musik für Ennio Morricone
- Nominierung in der Kategorie Bestes Make-up für Gregory Nicotero, Howard Beger und Heba Thorisdottir

Critics’ Choice Movie Awards Jan. 2016
- Auszeichnung in der Kategorie Bester Komponist für Ennio Morricone
- Nominierung in der Kategorie Beste Nebendarstellerin für Jennifer Jason Leigh
- Nominierung in der Kategorie Bestes Schauspielensemble
- Nominierung in der Kategorie Bestes Drehbuch für Quentin Tarantino
- Nominierung in der Kategorie Beste Kamera für Robert Richardson
- Nominierung in der Kategorie Bestes Make-up

Weitere Ehrungen:
- National Board of Review Awards 2015: Beste Nebendarstellerin (Jennifer Jason Leigh) und Bestes Originaldrehbuch
- Chicago Film Critics Association Awards 2016: Beste Filmmusik (zudem nominiert in den Kategorien Beste Nebendarstellerin, Bestes Originaldrehbuch und Beste Kamera)
- Austin Film Critics Association Awards 2015: Beste Filmmusik (zudem nominiert in den Kategorien Beste Regie, Beste Nebendarstellerin, Bestes Originaldrehbuch und Beste Kamera)
- Denver Film Critics Society Awards 2016: Beste Filmmusik (zudem nominiert in den Kategorien Beste Nebendarstellerin und Bestes Originaldrehbuch)
- Hollywood Film Award 2015: Bestes Schauspielensemble